# Zwergklapperschlange
Die Zwergklapperschlange (Sistrurus miliarius) ist eine Art der gleichnamigen Gattung der Zwergklapperschlangen (Sistrurus), deren Verbreitungsgebiet in den zentralen Vereinigten Staaten von Amerika bis in an die südliche und südöstliche Küste des Landes reicht.

## Merkmale
Die Zwergklapperschlange erreicht eine durchschnittliche Körperlänge von etwa 50 Zentimetern und wird selten auch bis zu 70 Zentimeter lang. Der Schwanz mit der sehr kleinen Schwanzrassel ist sehr dünn ausgebildet. Die Grundfärbung der Schlange ist hellgrau, grau oder rötlich mit einer Zeichnung aus kleinen, rundlichen Flecken auf dem Rücken, die meist dunkelgrau sind. Durch die Flecken kann sich ein schmaler rosa-, orange- oder zimtfarbener Streifen ziehen, der auf der Kopfoberseite entspringt. An den Flanken befinden sich häufig weitere, kleinere Flecken.

## Verbreitung und Lebensraum

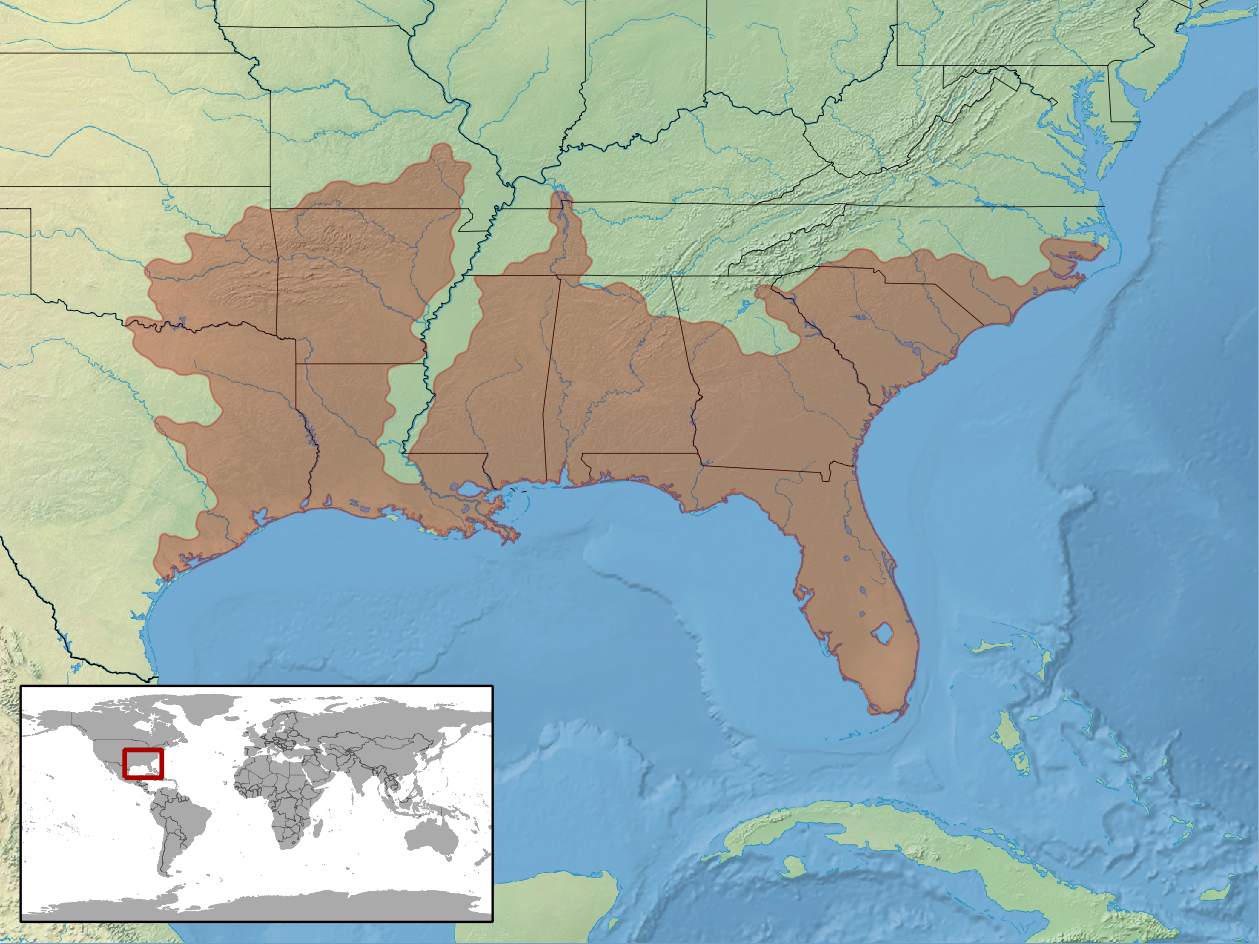
Verbreitungsgebiet

Die Zwergklapperschlange ist in einem Gebiet von den zentralen Vereinigten Staaten von Amerika bis in an die südliche und südöstliche Küste des Landes inklusive der Halbinsel Florida verbreitet.
Als Lebensraum nutzt die Schlange vor allem Waldgebiete (Kiefern- oder Kiefer-Eichen-Wälder) in der Nähe von Gewässern. Dabei hält sie sich häufig unter Laub, Rinden und anderen Pflanzenteilen auf dem Waldboden versteckt.

## Systematik

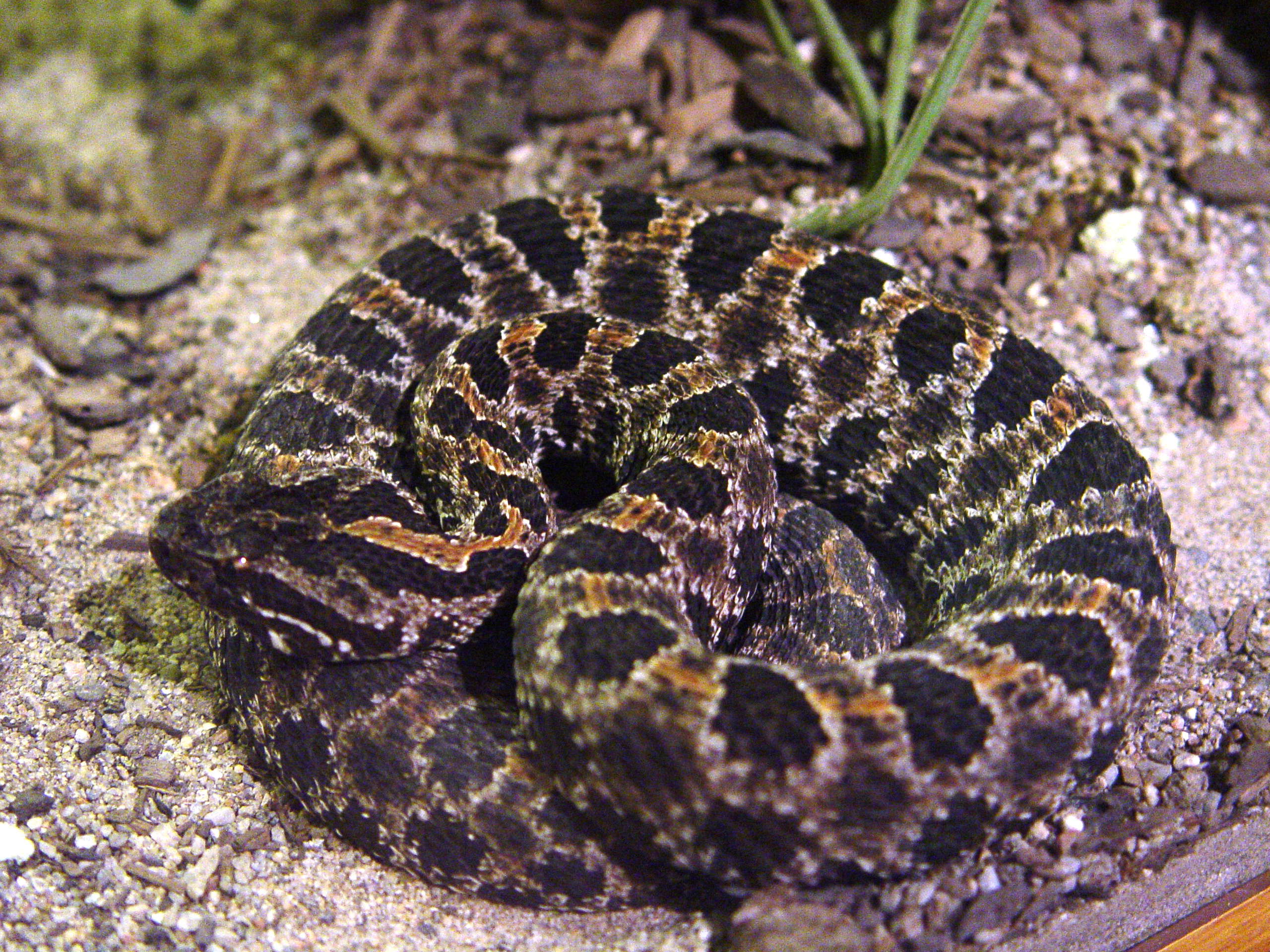
Zwergklapperschlange (Sistrurus miliarius barbouri)

Die Zwergklapperschlange wird derzeit in drei Unterarten aufgespalten:
- S. m. barbouri in Florida, dem südlichen Georgia und Alabama sowie dem äußersten Südosten des Bundesstaats Mississippi; diese Art ist durch eine feine Sprenkelung des Körpers und des Kopfes gekennzeichnet
- S. m. miliaris in North und South Carolina, dem zentralen Georgia und Alabama
- S. m. streckeri oder Westliche Zwergklapperschlange im westlichsten Teil des Verbreitungsgebietes bis zur Atlantikküste.

## Schlangengift
Das Gift der Zwergklapperschlangen entspricht in seiner Grundzusammensetzung dem der Klapperschlangen und ist wie die meisten Viperngifte hämotoxisch, es zerstört also Blutzellen und die Wände der Blutgefäße. Hämotoxine führen vor allem zu Gewebszerstörungen, inneren Blutungen und Schwellungen und sind sehr schmerzhaft, im Vergleich zu den meisten Neurotoxinen töten sie allerdings weniger schnell. Im Gegensatz zu den Giften der Klapperschlangen sind die der Zwergklapperschlangen weit weniger gut erforscht. Die Zwergklapperschlange produziert nur verhältnismäßig kleine Giftmengen und hat relativ kurze Giftzähne, die nicht sehr weit in das Gewebe eindringen. Die Wirkungen bestehen im Regelfall aus lokalen Schwellungen, Schmerzen und einer allgemeinen Übelkeit.